# Aridagricola
Aridagricola là một chi bướm đêm thuộc họ Noctuidae. Hiện nó có tên đồng nghĩa là Platysenta.